# عصام ورشا
عصام ورشا مسلسل سعودي درامي اجتماعي أنتج عام 2005 من تأليف نور الدين الهاشمي وإخراج حسان داوود وبطولة عدد من ممثلي العالم العربي.

## القصة
تبدأ أحداث المسلسل من خلال الأطفال عصام ورشا اللذين يعيشان مع جدهما بسبب اختفاء أبويهما إلى ان وصلت بهم الحالة إلى عدم القدرة على العيش مع جدهما لكبر سنه ويقدم دور الجد الفنان عبد الرحمن أبو القاسم وتدهور حالته الصحية مما دفع الطفلان للذهاب والبحث عن خالهم فؤاد حيث يقدم هذا الدور إبراهيم الحساوي والذي يعمل في المدينة بإصلاح المفاتيح والأقفال فيجدون خالهم بعد مرورهم بعدة أحداث ومواقف أعاقتهم عن الوصول لخالهم.

## بطولة
- عارف الطويل.
- إبراهيم الحساوي.
- راضي المهنا.
- رنا أبيض.
- شكران مرتجى.
- عبد الرحمن أبو القاسم.
- توفيق إسكندر.
- إسكندر عزيز.
- حبيب الحبيب.
- علي الشهابي.

والأطفال : 
- عبد الله بالي.
- قمر الحكيم.
- عبد الله علي.
- طوني بالي.